# Castellia tuberculosa
Castellia tuberculosa é uma espécie de planta com flor pertencente à família Poaceae. 
A autoridade científica da espécie é (Moris) Bor, tendo sido publicada em Indian Forester 74: 90. 1948.

## Portugal
Trata-se de uma espécie presente no território português, nomeadamente em Portugal Continental.
Em termos de naturalidade é nativa da região atrás indicada.

## Protecção
Não se encontra protegida por legislação portuguesa ou da Comunidade Europeia.